# Каїнес
Каїнес (італ. Caines) — муніципалітет в Італії, у регіоні Трентіно-Альто-Адідже,  провінція Больцано.
Каїнес розташований на відстані близько 550 км на північ від Рима, 75 км на північ від Тренто, 27 км на північний захід від Больцано.
Населення — 410 осіб (2014).

## Демографія
Населення за роками:

Станом на 1 січня 2023 року в муніципалітеті офіційно проживало 10 іноземців з 6 країн, серед них 7 громадян країн Євросоюзу.

## Сусідні муніципалітети
- Рифьяно
- Шена
- Тіроло